# Quận Apache, Arizona
Quận Apache là một quận thuộc tiểu bang Arizona, Hoa Kỳ. Quận này có diện tích km², dân số theo điều tra năm 2000 của Cục điều tra dân số Hoa Kỳ là 69.423 người 2. Quận lỵ đóng tại thành phố St. Johns6.

## Địa lý
Theo Cục điều tra dân số Hoa Kỳ, quận có tổng diện tích 11.218 dặm vuông (29.050 km2), trong đó 11.198 dặm vuông (29.000 km2) là đất và 21 dặm vuông (54 km2) (0,2%) là nước. Quận này là quận lớn thứ ba theo diện tích ở Arizona và lớn thứ sáu ở Hoa Kỳ (không bao gồm các quận và khu vực thống kê dân số ở Alaska).